# Río Ambrosero
El río Ambrosero es un curso de agua del norte de la península ibérica. Discurre por Cantabria.

## Curso
El río, que discurre por la comunidad autónoma española de Cantabria, nace de un monte en las inmediaciones de Moncalián y Ambrosero, y discurre hasta desaguar en la bahía de Santoña. Aparece descrito en el segundo volumen del Diccionario geográfico-estadístico-histórico de España y sus posesiones de Ultramar de Pascual Madoz con las siguientes palabras:

AMBROSERO: r. en la prov. de Santander, part. jud. de Entrambasaguas. Nace en el monte de la v. de Moncalian 1/4 de leg. al O. mas arriba del l. de Ambrosero, y desemboca al S. en la bahía del puerto de Santoña. Baña el barrio de Rocadilla de Ambrosero, y el de Gama del pueblo de Barcena de Cicero; tiene un puente de madera en este último, con pilastras de piedra, bastante estropeado y muy ant.; otro de piedra de un arco de mala construccion llamado de Cornucio, y otro titulado de las Tablas enteramente derruido, por lo que se le ha sustituido con un madero que cruza de una márg. á otra. Su caudal de aguas es muy escaso, tanto que en su mayor fuerza durante el invierno apenas puede dar movimiento á tres paradas de molino; no fertiliza ninguno de los térm. por donde corre, respecto a que las tierras no necesitan de regadio.
(Madoz, 1845, p. 242)